# Opperbevelhebber West
Het Opperbevelhebber West (Duits: Oberbefehlshaber West; afgekort: OB West) werd na de beëindiging van de slag om Frankrijk op 25 oktober 1940 opgericht als Oberkommando voor de Duitse troepen van de Wehrmacht in de bezette gebieden Nederland, België en in het bezette deel van Frankrijk, zonder de gebieden Elzas, Lotharingen en Luxemburg deze gebieden stonden onder de controle van de Chef der Zivilverwaltung (CdZ).
Het OB West was niet verantwoordelijk voor het civiel bestuur tijdens de bezetting. De bevoegdheid om instructies te geven aan de civiele bestuur lag "puur" bij het militair bestuur onder het commando van de militair commandant van Frankrijk (Militärbefehlshabers in Frankreich (MBF)), die weer verantwoording aan het OKH aflegde. Deze vorm van bezettingsbestuur bewees zichzelf echter niet, en werd weer snel afgeschaft. Met de lancering van operatie Anton, de militaire bezetting van Vichy-Frankrijk, werd het verantwoordelijkheidsgebied van OB West op 10-11 november 1942 over geheel Frankrijk uitgebreid.
Het commando van de Opperbevelhebber West was in het begin identiek aan het Heeresgruppenkommando A. Vanaf 15 maart 1941 was het met de Heeresgruppenkommando D aan de Oberkommando des Heeres ondergeschikt gesteld, dat nu aan het Oberkommando des Wehrmacht ondergeschikt gesteld was. De officiële benaming luidde OB West (HG Kdo. D). Pas nadat Heeresgruppe B met Heeresgruppe G en een andere Heeresgruppe onder het bevel van OB West gesteld waren. Vanaf 10 september 1944 werd deze formatie weer ontbonden.
Naast het verdediging tegen Britse luchtaanvallen, was er in het gebied van de OB West aanvankelijk weinig noemenswaardig gevechten, behalve op 19 augustus 1942, toen de Brits-Canadese aanval op Dieppe, afgeweerd werd. Dit veranderde na de succesvolle landing van de westerse geallieerden in Normandië op 6 juni 1944. De eenheden in afwachting waren onder het commando van het OB West al versterkt tot bijna twee complete legergroepen, met de naamswijziging van Legergroep G in Heeresgruppe G op 12 september 1944 was dit ook nominaal het geval. Op 11 november 1944 werd de nieuw opgerichte Heeresgruppe H onder het bevel van het OB West gesteld.
Vanaf 2 december 1944 tot 24 januari 1945 werden er troepen onder bevel gesteld van de Reichsführer-SS als OB Oberrhein in het gebied van de Oberrhein. Het OB West behield het commando over het gehele Westfront, zelfs na de doorbraak van de geallieerden troepen door het front, wat nu achter de rijksgrens viel. Na het samenkomen van de Amerikaanse en Russische troepen bij de Torgau op 25 april 1945, werd het OB West hernoemd in OB Süd en samen met het opperbevel van Zuid-Duitsland en aansluitend het Oostfront samengevoegd.

## Commando

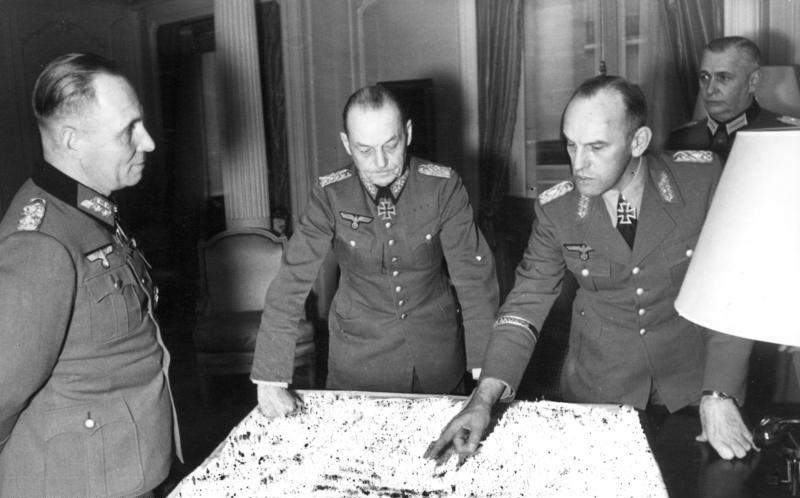
V.l.n.r. Rommel, von Rundstedt, Gause, Oberst Zimmermann tijdens een bespreking op 19 december 1943 met de Opperbevelhebber West; Parijs, Hotel Georg V.

## Commando[1]
| Nr. | Afbeelding | Naam                                                  | Aangetreden                        | Einde termijn    | Duur termijn                |
| --- | ---------- | ----------------------------------------------------- | ---------------------------------- | ---------------- | --------------------------- |
| 1   |            | Generalfeldmarschall Gerd von Rundstedt (1875–1953)   | 1 oktober 1940                     | 1 mei 1941       | 213 dagen                   |
| 2   |            | Generalfeldmarschall Erwin von Witzleben (1881-1944)  | 1 mei 1941                         | 15 maart 1942    | 318 dagen                   |
| 3   |            | Generalfeldmarschall Gerd von Rundstedt (1875–1953)   | 15 maart 1942                      | 2 juli 1944      | 2 jaar, 3 maanden, 17 dagen |
| 4   |            | Generalfeldmarschall Günther von Kluge (1875–1944)    | 2 juli 1944                        | 16 augustus 1944 | 45 dagen                    |
| 5   |            | Generalfeldmarschall Walter Model (1891–1945)         | 15 augustus 1944- 16 augustus 1944 | 5 september 1944 | 20 dagen                    |
| 6   |            | Generalfeldmarschall Gerd von Rundstedt (1875–1953)   | 5 september 1944                   | 9 maart 1945     | 185 dagen                   |
| 7   |            | Generalfeldmarschall Albert Kesselring (1885-1960)    | 10 maart 1945- 11 maart 1945       | 1 mei 1945       | 53 dagen                    |
| 7   |            | General der Kavallerie Siegfried Westphal (1902-1982) | 15 mei 1945                        | 19 mei 1945      | 4 dagen                     |

## Stafchefs van de Opperbevelhebber West

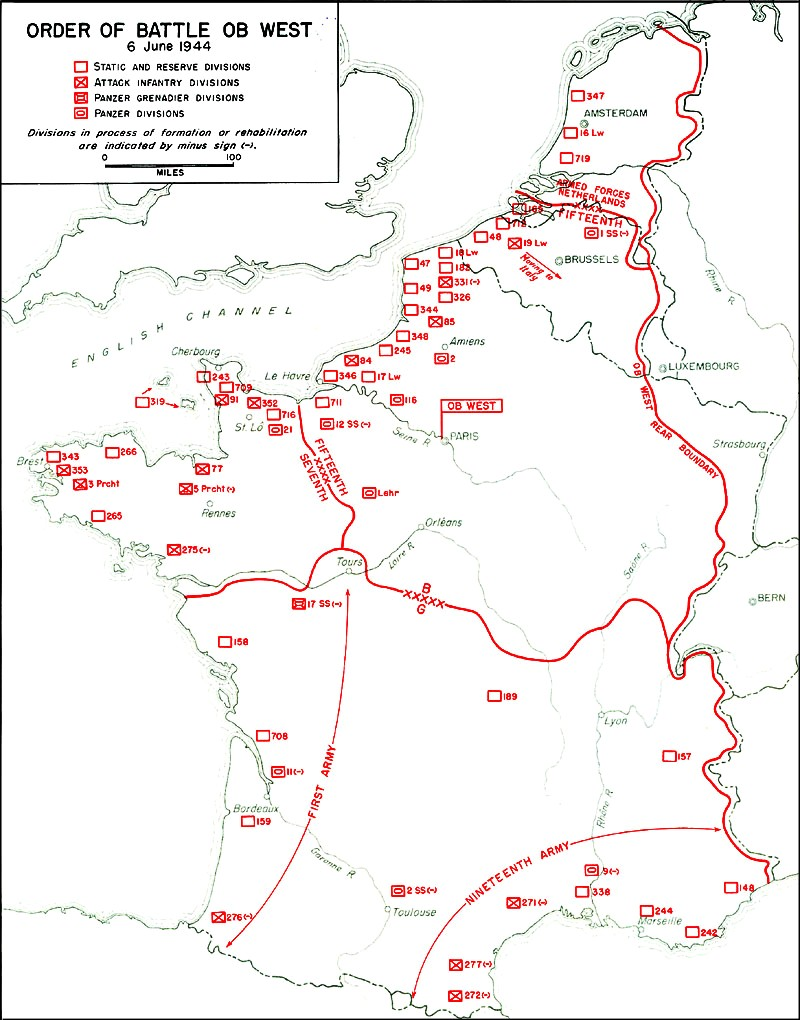
De situatie van het Opperbevelhebber West op 6 juni 1944.

| Nr. | Afbeelding | Stafchef van de Opperbevelhebber West                  | Aangetreden                                            | Einde termijn     | Duur termijn                 |
| --- | ---------- | ------------------------------------------------------ | ------------------------------------------------------ | ----------------- | ---------------------------- |
| 1   |            | Generalleutnant Carl Hilpert (1888-1947)               | Oprichting                                             | 1 april 1942      |                              |
| 2   |            | Generalmajor Kurt Zeitzler (1895-1963)                 | 1 april 1942                                           | 24 september 1942 | 176 dagen                    |
| 3   |            | General der Infanterie Günther Blumentritt (1892-1967) | 24 september 1942                                      | 9 september 1944  | 1 jaar, 11 maanden, 16 dagen |
| 4   |            | General der Kavallerie Siegfried Westphal (1902-1982)  | 9 september 1944 Andere bron vermeld: 1 september 1944 | 8 mei 1945        | 241 dagen                    |

### Eerste Generale Stafofficier
| Nr. | Afbeelding | Stafchef van de Opperbevelhebber West | Aangetreden | Einde termijn | Duur termijn |
| --- | ---------- | ------------------------------------- | ----------- | ------------- | ------------ |
| 1   |            | Oberst Bodo Zimmermann (1886-1963)    | Onbekend    | Onbekend      | Onbekend     |

## Structuur begin juni 1944
| OB West (Heeresgruppe D) |                |                    |               |                       |
| Heeresgruppe B           | Heeresgruppe B | Panzergruppe West  | Armeegruppe G | 1e Parachutistenleger |
| 7e Leger                 | 15e Leger      | 1e SS-Pantserkorps | 1e Leger      |                       |
| 84e Legerkorps           | 88e Legerkorps | 47e Pantserkorps   | 19e Leger     |                       |
| 2e Parachutistenleger    |                | 2e SS-Pantserkorps |               |                       |